# Xylocopa preussi
Xylocopa preussi är en biart som beskrevs av Günther Enderlein 1903. Xylocopa preussi ingår i släktet snickarbin, och familjen långtungebin. Inga underarter finns listade i Catalogue of Life.